# Grammy Awards de 2000
A 42.ª cerimônia anual do Grammy Awards foi realizada em 23 de fevereiro de 2000, no Staples Center, em Los Angeles, Califórnia, nos Estados Unidos, reconhecendo o melhor da musica no ano de 1999. A cerimônia foi exibida pelo canal CBS, sendo apresentada pela comediante Rosie O'Donnell.
O grande vencedor da cerimônia foi a banda Santana, que ganhou 8 prêmios na noite, empatando o recorde de Michael Jackson de maior número de prêmios em uma única edição. Além disso, Britney Spears, que era apontada como a favorita para ganhar o prêmio de Artista Revelação, o perdeu para a cantora Christina Aguilera. A edição também foi marcada pelo vestido de Jennifer Lopez, desenhado por Donatella Versace, que foi objeto de muita atenção da mídia.

## Performances
| Artista                    | Canção | Apresentado por | Ref.  |
| -------------------------- | --- | --------------- | ----- |
| Will Smith                 | "Freakin' It" "Wild Wild West"                                                                                  | —               | [ 7 ] |
| Ricky Martin               | María | —               | [ 7 ] |
| Whitney Houston            | "It's Not Right but It's Okay" I Learned from the Best"                                                         | Rosie O'Donnell | [ 7 ] |
| Backstreet Boys            | "How Deep Is Your Love" "Papa Was a Rollin' Stone" "I'll Make Love to You" Show Me the Meaning of Being Lonely" | —               | [ 7 ] |
| TLC                        | "Unpretty" No Scrubs"                                                                                           | Rosie O'Donnell | [ 7 ] |
| Sting Cheb Mami            | "Desert Rose"                                                                                                   | Rosie O'Donnell | [ 7 ] |
| Kid Rock                   | "Only God Knows Why" "Bawitdaba" "We're an American Band"                                                       | —               | [ 7 ] |
| Dixie Chicks               | "Goodbye Earl"                                                                                                  | Rosie O'Donnell | [ 7 ] |
| Britney Spears             | "From the Bottom of My Broken Heart" ...Baby One More Time"                                                     | Rosie O'Donnell | [ 7 ] |
| Elton John Backstreet Boys | "Philadelphia Freedom"                                                                                          | Billy Joel      | [ 7 ] |
| Carlos Santana Rob Thomas  | "Smooth" | —               | [ 7 ] |

## Vencedores e indicados
Os vencedores aparecem primeiro e destacados em negrito.

### Geral
| Gravação do Ano - "Smooth" – Santana e Rob Thomas - "I Want It That Way" – Backstreet Boys - "Believe" – Cher - "Livin' la Vida Loca" – Ricky Martin - "No Scrubs" – TLC             | Álbum do Ano - Supernatural – Santana - Millennium – Backstreet Boys - Fly – Dixie Chicks - When I Look in Your Eyes – Diana Krall - FanMail – TLC |
| Canção do Ano - "Smooth" – Santana e Rob Thomas - "I Want It That Way" - Backstreet Boys - "Livin' la Vida Loca" Ricky Martin - "Unpretty" - TLC - "You've Got a Way" - Shania Twain | Artista Revelação - Christina Aguilera - Macy Gray - Kid Rock - Britney Spears - Susan Tedeschi                                                    |

### Pop
| Melhor Performance Feminina Pop - "I Will Remember You" – Sarah McLachlan - "Genie in a Bottle" – Christina Aguilera - "Beautiful Stranger" – Madonna - "Thank U" – Alanis Morissette - "...Baby One More Time" – Britney Spears | Melhor Performance Masculina Pop - "Brand New Day" – Sting - "I Need to Know" – Marc Anthony - "Mambo No. 5" – Lou Bega - "Sogno" – Andrea Bocelli - "Livin' la Vida Loca" – Ricky Martin                                                                              |
| Melhor Performance Pop por Dupla/Grupo - "Maria Maria" – Santana e The Product G&B - "I Want It That Way" – Backstreet Boys - "Kiss Me" – Sixpence None the Richer - "All Star" – Smash Mouth - "Unpretty" – TLC                 | Melhor Colaboração Pop com Vocais - "Smooth" – Santana e Rob Thomas - "The Prayer" – Céline Dion e Andrea Bocelli - "When You Believe" – Whitney Houston e Mariah Carey - "Music of My Heart" – 'N Sync e Gloria Estefan - "Love of My Life" – Santana e Dave Matthews |

### R&B
| Melhor Performance Vocal Feminina de R&B - "It's Not Right but It's Okay" – Whitney Houston - "All That I Can Say" – Mary J. Blige - "Almost Doesn't Count" – Brandy - "Love Like This" – Faith Evans - "Do Something" – Macy Gray | Melhor Performance Vocal Masculina de R&B - "Staying Power" – Barry White - "Did You Ever Know" – Peabo Bryson - "When a Woman's Fed Up" – R. Kelly - "Fortunate" – Maxwell - "Sweet Lady" – Tyrese |